# Kyjevská univerzita

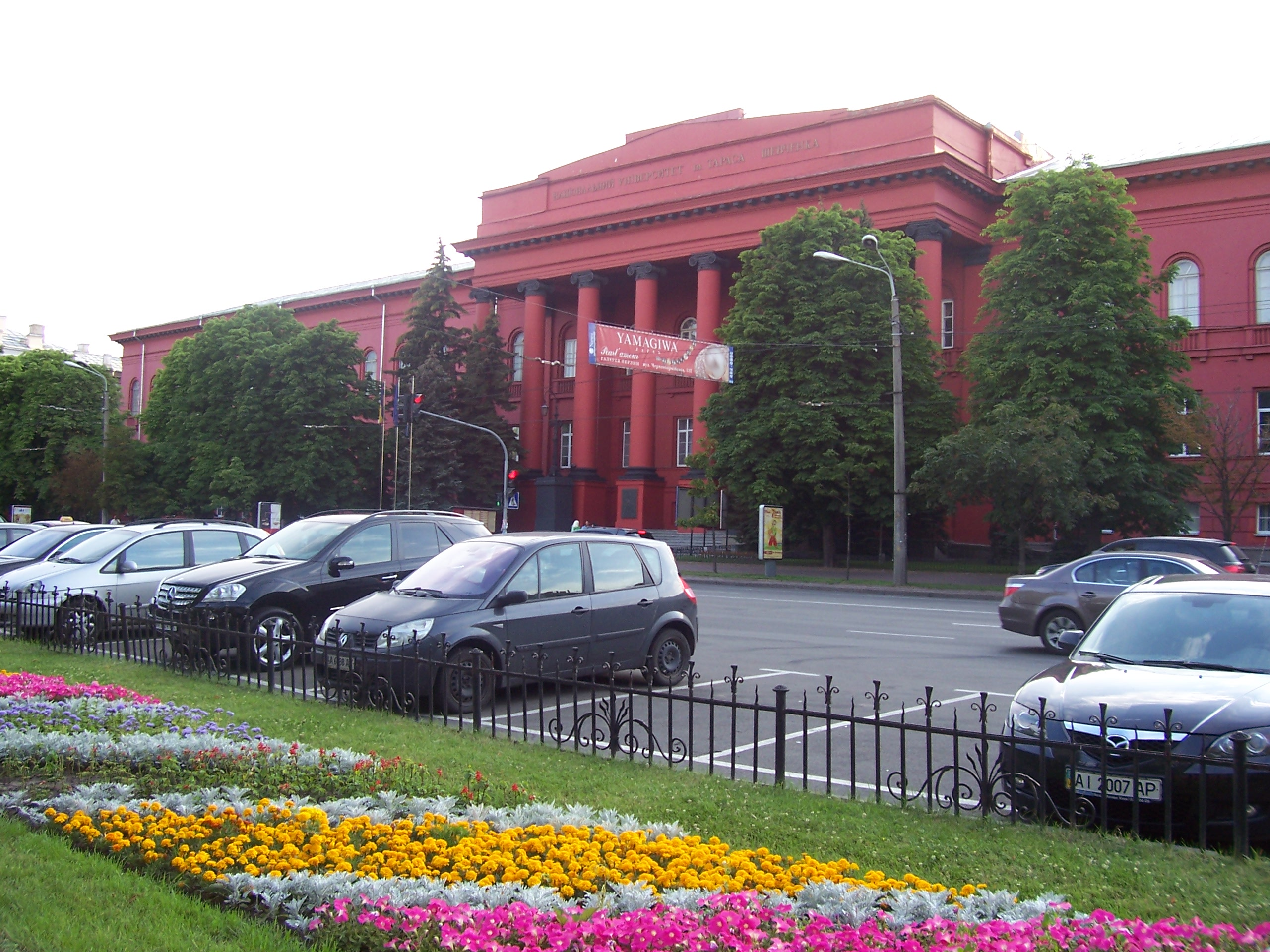
Hlavní budova Kyjevské univerzity

Kyjevská univerzita, oficiálně Kyjevská národní univerzita Tarase Ševčenka (ukrajinsky Київський національний університет ім. Тараса Шевченка) je univerzita nacházející se v ukrajinském hlavním městě Kyjevě. Byla založena v roce 1834 ruským carem Mikulášem I. jako Univerzita svatého Vladimíra a od té doby několikrát změnila svůj název. Její současný oficiální název nese jméno ukrajinského básníka a umělce Tarase Ševčenka. K roku 2010 tvořilo strukturu univerzity patnáct fakult a čtyři ústavy a celkem na ní studovalo 20 tisíc studentů.

## Napětí mezi univerzitou a odbory Priama Dija
Priama Dija (Přímá akce) je síť nezávislých studentských odborů na Ukrajině zaměřená na vytvoření studentské organizace zdola. Odbory samy o sobě tvrdí, že "bojují proti komercionalizaci vzdělávání s vidinou absolutně svobodného vzdělávání" což, podle jejich tvrzení v letáku, překáží zájmům univerzitního a fakultního vedení.
Studentské odbory tvrdí, že jejich aktivisté a aktivistky, stejně tak podporovatelé, jsou pod tlakem vedení univerzity, je jim hrozeno vyhozením z univerzity a že jsou pod dohledem členů tajné služby SBU poté, co provedli „sérií úspěšných akcí (spolu s dalšími mládežnickými organizacemi) proti zavedení poplatků za dříve bezplatné univerzitní služby, proti snižování prostředků na stipendia a proti plánům na přerušení stipendia studentům, kteří dostali byť jedinou známku 3 (tj. C).“

## Významní absolventi
- Emine Džaparova, ukrajinsko-krymskotatarská novinářka a politička
- Jevhen Perebyjnis, ukrajinský diplomat
- Maria Wittek, polská generálka